# Carlota Soldevila i Escandon
Carlota Soldevila i Escandon (Barcelona, 1919 - 9 de febrer de 2005) va ser actriu i directora de teatre, fundadora de la companyia de teatre independent Els Joglars i del Teatre Lliure. Era filla de l'escriptor Carles Soldevila.

## Biografia
Començà la seva activitat teatral el 1955 dins l'Agrupació Dramàtica de Barcelona (ADB), secció del Cercle Artístic de Sant Lluc, i hi va treballar fins que fou clausurada per ordre del governador civil, el 1963.
El 1962, va fundar la companyia Els Joglars (inicialment una companyia de mim) juntament amb Albert Boadella i Anton Font, de la qual formà part fins al 1969. També va fundar altres grups de teatre, com el Grup de Teatre Independent el 1965 (amb Francesc Nel·lo i Fabià Puigserver) i el Teatre de l'escorpí el 1974 (amb Josep Montanyès, Fabià Puigserver i Guillem-Jordi Graells).
Del 1971 al 1986 fou professora d'expressió corporal a l'Institut del Teatre de Barcelona, on també fou membre de la Comissió Coordinadora d'Estudis, delegada de Direcció i Coordinació General. El 1976 participà en la creació del Teatre Lliure, on també actuà en prop de 30 obres de Berthold Brecht, William Shakespeare, Jacques Offenbach, Jean Genet i altres. També actuà al Brossa Espai Escènic el 1998 amb l'obra Carrer Sebastià Gasch.
Als anys noranta va treballar en el cinema i participà en pel·lícules com La Femme et le pantin (1990), dirigida per Mario Camus; El diario de Lady M. (1992), d'Alain Tanner, o Tic Tac (1997), de Rosa Vergés.

## Reconeixements i llegat
El 1996 va rebre la Creu de Sant Jordi. I la Medalla d'Or de Barcelona al mèrit artístic el 1999.
El juny del 2019, coincidint amb el centenari del seu naixement, es va instaurar un programa de Residències artístiques «Ajuts a la creació Carlota Soldevila», una col·laboració entre el Teatre Lliure i la Fundació Banc Sabadell, amb la intenció de donar suport a la creació col·lectiva i l’autoria viva.